# Ion Manu
Ion Manu (n. 12 februarie 1891, Botoșani – d. 12 martie 1968, București) a fost un actor român de teatru și film.

## Biografie
S-a născut la 12 februarie 1891 însă, obișnuia să glumească spunând că, de fapt, el era născut pe scenă
„Sunt născut pe scenă. [...] Îmi socotesc vârsta dela debutul meu în teatru... Restul, nu contează, nu trebuie să conteze și nici nu trebuie să fie știut de spectatori, - căci aceștia te judecă după ceeace spui nu după ceeace faci...”—Ion Manu, interviu
A urmat cursurile Conservatorului, clasa Ion Livescu. În anul 1910 a debutat la Teatrul Modern, sub direcția lui Al. Davila, în piesa Din dragoste, unde a spus doar câteva replici... În anul trei de Conservator (1914), a fost angajat bursier la Teatrul Național, sub directoratul lui Diamandi și a jucat rolul lui Alioșa din Azilul de noapte.

## Distincții
- Ordinul Muncii clasa a III-a (23 ianuarie 1953) „pentru merite deosebite, pentru realizări valoroase în artă și pentru activitate merituoasă”[3]
- titlul de Artist emerit al Republicii Populare Romîne (3 noiembrie 1956) „pentru merite deosebite în activitatea artistică”[4]
- Ordinul Meritul Cultural clasa a II-a (6 noiembrie 1967) „pentru merite deosebite în domeniul artei dramatice”[5]

## Filmografie
- Păcală și Tândală (1925)
- Monologul lui Păcală (1931)
- Ziua cumpătării (1942)
- D-ale carnavalului (1959)
- O poveste ca-n basme (1959)
- Darclée (1960)
- Pași spre lună (1964)
- Corigența domnului profesor (1968)